# Serieåret 2004

## Händelser

### Januari
- Januari - Första numret av Tales of the TMNT, volym 2 publiceras under namnet "Not Forgotten".[1]
- 10 januari - Då serien Tintins äventyr firar 75 år påbörjar Bonnier Carlsen en ny utgivning av alla album på svenska, med en ny översättning av Björn Wahlberg.[2]

### April
- 21 april -  Top Cow Productions lanserar Proximity Effect, med det första av två gratis onlinennummer.[3]

### Juli
- 14 juli - Guardians av Marvel Comics debuterar. Författare är Marc Sumerak och illustratör Casey Jones. I handlingen söker en utomjording hjälp av "Guardians" ("beskyddare"), vilka 14 år tidigare hjälpt utomjordingen, och universums öde vilar nu i deras händer. Åldersgräns1: PSR

### Okänt datum
- Den svenska serietidningen Sune och hans värld (grundad 2003) läggs i mitten av året ned på grund av dåliga försäljningssiffror.[4]

## Pristagare
- Adamsonstatyetten: Joe Sacco, Tony Cronstam
- Unghunden: Bamse-redaktionen
- Urhunden för svenskt album: "Klas Katt går till sjöss" av Gunnar Lundkvist
- Urhunden för översatt album: "Allt för konsten 4" (Nordisk antologi)

## Utgivning
- Mästerdetektiven Conan 1-5
- Neon Genesis Evangelion 1-2
- Ranma 1/2 4-14
- Tokyo Mew Mew 1-4

## Avlidna
- 6 november - Lars Hillersberg, 67, svensk konstnär och satiriker.

### Fotnoter
1. ↑  ”Not Forgotten”. Mirage Comics. Januari 2004. http://miragelicensing.com/comics/mirage/talesvol2/01/01.html. Läst 18 mars 2012.
2. ↑  ”Svenska dagbladet”. 22 april 2004. http://www.svd.se/kulturnoje/nyheter/anfakta-och-anamma-kvar-i-nya-tintin_142721.svd. Läst 11 mars 2011.
3. ↑  ”Proximity Effect”. Arkiverad från originalet den 24 augusti 2018. https://web.archive.org/web/20180824145719/http://www.proximity-effect.com/. Läst 27 april 2020.
4. ↑  Seriesamlarna